# Seznam prezidentů Chorvatska
Toto je seznam prezidentů Chorvatska od roku 1990.
| Pořadí | Jméno                                   | Portrét | Nástup do úřadu | Odchod z úřadu    | Strana | Strana                                         |
| ------ | --------------------------------------- | ------- | --------------- | ----------------- | ------ | ---------------------------------------------- |
| 1      | Franjo Tuđman (1922–1999)               |         | 30. května 1990 | 10. prosince 1999 |        | Chorvatské demokratické společenství           |
| 2      | Stjepan Mesić (* 1934)                  |         | 19. února 2000  | 18. února 2010    |        | Chorvatská lidová strana - Liberální demokrati |
| 3      | Ivo Josipović (* 1957)                  |         | 19. února 2010  | 18. února 2015    |        | Sociálně demokratická strana Chorvatska        |
| 4      | Kolinda Grabarová Kitarovićová (* 1968) |         | 19. února 2015  | 18. února 2020    |        | Chorvatské demokratické společenství           |
| 5      | Zoran Milanović (* 1966)                |         | 19. února 2020  |                   |        | Sociálně demokratická strana Chorvatska        |